# Lantaneae
Lantaneae, biljni tribus iz porodice sporiševki (Verbenaceae). Sastoji se od 10 rodova, od kojih su 3 najveća Lippia, Lantana (tipični) i Aloysia.  Opisan je u Gen. Pl.: 635. (1838) 

## Etimologija
Tribus nosi ime po rodu Lantana.

## Rodovi
1. Lantana L. (106 spp.)
2. Diphyllocalyx (Griseb.) Greuter & R.Rankin (6 spp.)
3. Nashia Millsp. (1 sp.)
4. Isidroa Greuter & R. Rankin (1 sp.)
5. Lippia L. (167 spp.)
6. Salimenaea N.O´Leary & P.Moroni (1 sp.)
7. Troncosoa N.O´Leary & P.Moroni (1 sp.)
8. Phyla Lour. (5 spp.)
9. Aloysia Ortega ex L´Hér. (42 spp.)
10. Coelocarpum Balf.f. (7 spp.)

## Vanjske poveznice
- Photos of Tribe Casselieae